# Akerk
De Akerk, oorspronkelijk Kerk van Onze Lieve Vrouwe ter Aa genaamd, is een kerkgebouw in het centrum van de stad Groningen. Het werd gebouwd voor de katholieke eredienst en bij de Reformatie overgenomen door de protestanten. Na de Martinikerk is dit het belangrijkste overgebleven middeleeuwse kerkgebouw van de stad. Gezien vanaf de Vismarkt torent de kerk, gelegen aan het Akerkhof, hoog uit boven de Korenbeurs.

## Naam
Er is wat verwarring over de naam van de kerk, die de meeste stadjers kennen als de Akerk. Na de Reformatie heeft de kerk verschillende namen gehad: Ter Aa-kerk, Dra-kerk, Der Aa-kerk, A-kerk en Akerk. Na de restauratie van de kerk die in 1982 gereedkwam heeft eigenaar Stichting Oude Groninger Kerken besloten de naam "Der Aa-kerk" te gebruiken. De naam is afgeleid van de vlakbij stromende Drentsche Aa (in Groningen A genoemd), die deel uitmaakt van de Groninger Diepenring. De omgeving van de kerk, met name de straat van het Hoge der A naar de Grote Markt, vormt waarschijnlijk het oudste deel van de Groninger nederzetting. Het voorvoegsel 'der' wordt niet door iedereen als authentiek onderdeel van de naam gezien. Volgens historicus Jan van den Broek verwijst het 'der' in bijvoorbeeld 'inder Akercke', 'van der Akercke' of 'totter Akercke' naar het verbogen vrouwelijke lidwoord 'die' en is het spreken over 'de Der Aa-kerk' dus grammaticaal onjuist. Sinds 2021 wordt weer de naam Akerk gevoerd die meer aansluit bij de geschiedenis en het Groningse karakter van de kerk.

## Afmetingen
De Akerk heeft een koor, schip en sacristie. Het koor is 500 m² (20 × 25 meter), het schip is 625 m² (25 × 25) en de sacristie is 30 m², in totaal dus 1155 vierkante meter. De breedte van de kerk is 25 meter en de lengte van koor en schip samen 50 meter, maar de hele lengte van de kerk (inclusief de toren) bedraagt 60 meter. De hoogte van de toren van de Akerk is 76 meter, de hoogte van de gewelven is 26 meter.

## Geschiedenis

### Middeleeuwen
Oorspronkelijk stond hier een kapel gewijd aan Sint-Nicolaas en Maria. Sint-Nicolaas was de schutspatroon van de schippers die vlakbij hun schepen afmeerden. De kapel ontstond vanuit de Martinikerk (de moederkerk) en ontving tussen 1212 en 1227 de status van parochiekerk (in 1247 nogmaals bekrachtigd). De kerk kreeg de naam Onze Lieve Vrouwe ter Aa.
Groningen bestond in die tijd uit twee kluften (wijken, later werden dit vier): een kern rond de Maartenskerk en een rond Akerk en huis. Deze tweede kern zou wellicht oorspronkelijk Fries geweest zijn. Volgens de overlevering heeft er tot in de zestiende eeuw een afbeelding gehangen van Karel de Grote met een onderschrift dat verwees naar de door hem verleende Friese Vrijheid. De grens tussen beide parochies lag langs de Oude Kijk in 't Jatstraat, de Stoeldraaierstraat en de Haddingestraat.
De kapel werd verschillende malen verbouwd, zodat er in de vijftiende eeuw (1425-1495) een bakstenen kruisbasiliek stond. De kerk onderging daarna nog verschillende wijzigingen als gevolg van vernielingen door oorlogsgeweld (Reformatie, Bommen Berend) en blikseminslag (1671) en het daaropvolgende herstel.
De sacristie van Akerk werd waarschijnlijk in de 15e eeuw gebouwd. Na de Reformatie werd ze consistoriekamer. In 1853 werden de bovenverdieping en de aanbouw ten oosten hiervan verbouwd tot kosterswoning. In 1906 werd deze consistorie vervangen door een houten consistorie aan noordzijde van de kerk die in 1950 werd vervangen door een stenen uitbouw.

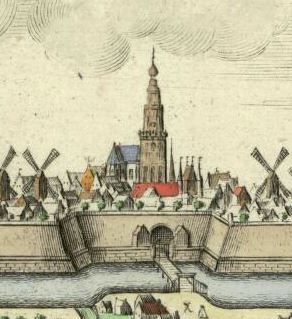
De A-kerk met de toren met houten spits die na 1672 werd gebouwd en in 1710 instortte. Op de voorgrond de Aapoort.

### Drie opeenvolgende torens
Afbeeldingen van het beleg door "Bommen Berend" in 1672 laten zien dat de Akerk, die binnen het bereik van de Munsterse kanonnen stond, zijn torenspits - een achtzijdige gotische naaldspits - had verloren. Dit kwam echter niet door het bombardement, maar door een storm in het jaar 1671, waarbij ook de Martinitoren geraakt werd, die men wel heeft kunnen redden van complete verwoesting. Na het ontzet werd onder leiding van architect Abraham de Cock een nieuwe houten koepelspits gebouwd, die in 1675 werd voltooid.

Op 23 april 1710 stortte de toren spontaan in. Er waren twee slachtoffers te betreuren. De Frankfurtse jongere burgemeester Zacharias von Uffenbach, die op bezoek was in Groningen beschrijft in zijn dagboek, dat hij genietend van het uitzicht vanaf de Martinitoren plotseling ontdekte dat de toren van de Akerk was verdwenen:
Een geweldig geschreeuw vervulde de lucht. Op de brokstukken van de kerk zitten vrouwen te wenen als oudtijds de Israëlieten bij de waterbeken van Babylon.
In 1711 werd naar ontwerp van stadsbouwmeester Allert Meijer met de bouw van een geheel nieuwe toren begonnen, nadat een eerder ontwerp van de Amsterdamse timmerman Roelof Germeling door hem was afgewezen. Hierbij werd het schip iets ingekort. Op een zeer hoge, door geblokte lisenen gelede vierkante romp verrees een elegante achtkante houten bovenbouw van drie door tussendaken gescheiden verdiepingen met een klein bekronend spitsje. De in 1718 voltooide toren kreeg in 1714 drie barokke klokken, gegoten door J. Crans uit Enckhuysen. Zij hebben de toonhoogten bes0, d1 en f1 en als doorsneden in dezelfde volgorde: 175 cm (3340 kg), 136 cm (1640 kg) en 112 cm (870 kg). In de 20e eeuw werd de kerk enkele malen gerestaureerd, voor het laatst in 1982. De kerktoren van Uithuizermeeden (1717-1726) vormt een vereenvoudigde versie van de Aakerktoren en is mogelijk ook van de hand van Meijer.
Bijzonder zijn de concaaf uitzwenkende steunberen tegen de hoeken van het onderste en bovenste achtkant, die door de felle gele kleur extra zijn geaccentueerd. Zij vormen vermoedelijk een toespeling op de Tempel van Salomo in Jeruzalem, waarvan in de zeventiende eeuw reconstructies waren gemaakt die zulke steunberen bezaten, onder meer van de hand van de Spaanse Jezuïetenpater Juan Bautista Villalpando en de joodse Amsterdamse geleerde Jacob Juda Leon. Men treft zulke uitzwenkende steunberen ook aan tegen de koepeltamboer van de Marekerk in Leiden (1639-1649) van de Leidse stadsbouwmeester Arent van 's-Gravesande en het daar op geïnspireerde ontwerp uit ca.1689-1695 van de Amsterdamse advocaat Nicolaas Listingh voor een grote koepelkerk op de Amsterdamse Botermarkt, het huidige Rembrandtplein, waarvoor Germeling vermoedelijk de enorme houten maquette heeft vervaardigd die zich thans in de Oude Kerk bevindt. Daarnaast vindt men ze ook tegen de zijmuren van de door Jacob van Campen gebouwde Nieuwe Kerk in Haarlem (1634-1649) en twee hervormde dorpskerken van zijn hand, te weten in Renswoude en Hooge Zwaluwe (beide uit 1639-1641), alsmede bij de Portugese Synagoge (1671-1675) in Amsterdam. 

### 20e eeuw
In de jaren na de Tweede Wereldoorlog nam het aantal gelovigen in Groningen sterk af en het gebouw raakte in verval. Het koor werd zelfs jarenlang als fietsenstalling gebruikt. De toren was, zoals de meeste kerktorens, sinds het begin van de negentiende eeuw bezit van de overheid en werd wel redelijk onderhouden. Bij een grote restauratie van kerk en toren in 1982 werd het kleurenschema van de toren, dat bestond uit zachtgrijs en blauw, opvallend gewijzigd. De architecten kozen voor een historische reconstructie en lieten delen van de toren okergeel schilderen.
Het gebouw is niet meer als kerk in gebruik, in 1970 vond er voor het laatst een kerkdienst plaats. Tegenwoordig worden hier bijeenkomsten en evenementen gehouden.

## Orgels

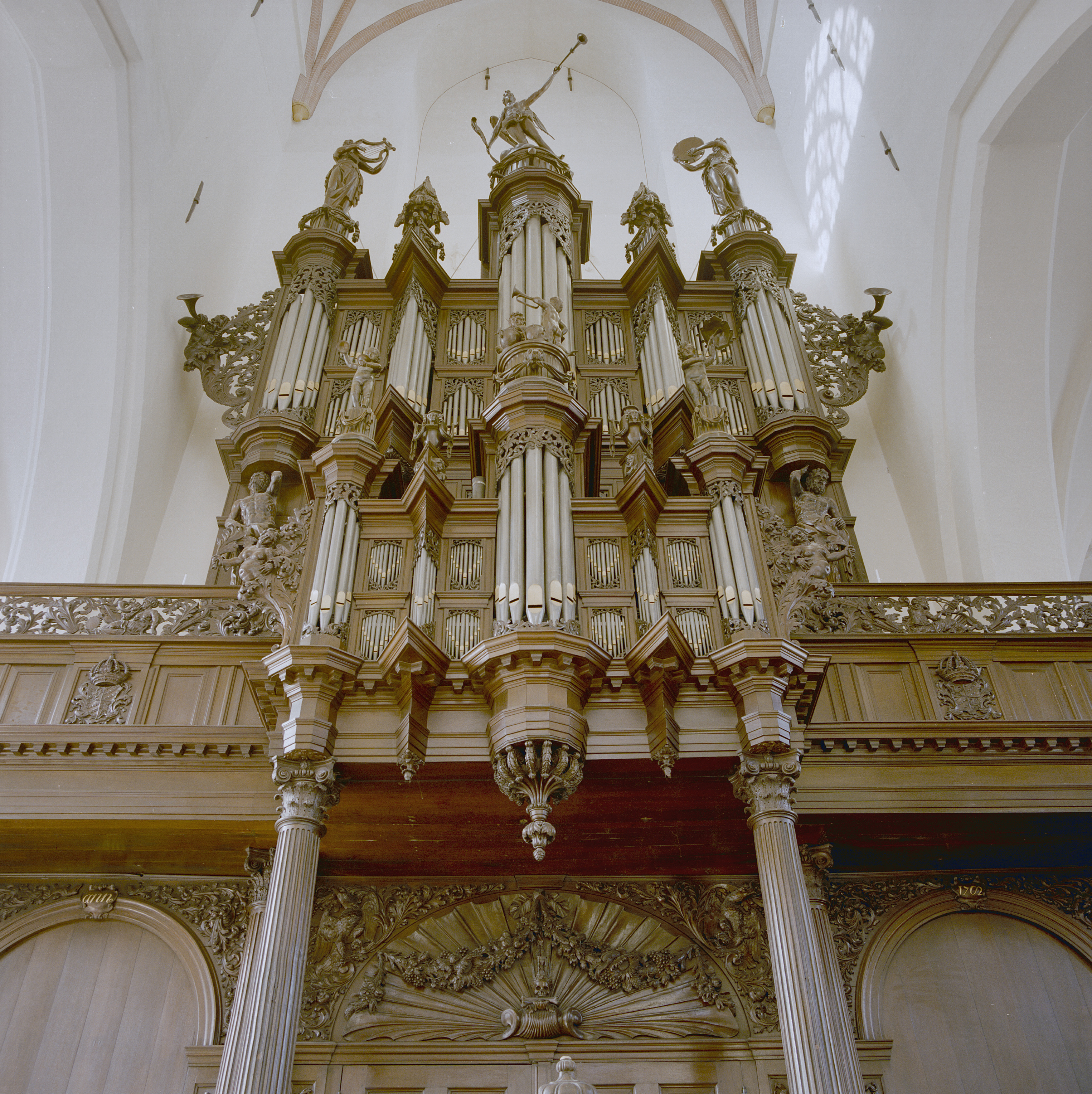
Schnitgerorgel

Het kerkorgel van Arp Schnitger dateert uit 1702 en staat sinds 1815 in de Der Aakerk, maar het heeft minstens drie voorgangers gehad. Uit archiefstukken blijkt dat de kerk al in 1475 een orgel had en dat in 1558 met de orgelbouwer Andreas de Mare een contract werd gesloten ter vernieuwing van het instrument. Meer is hierover niet bekend, ook niet of het in beide gevallen om hetzelfde orgel ging. Het is niet onmogelijk dat Theodorus Faber, die in 1654 de opdracht kreeg een nieuw orgel te vervaardigen, delen van het oude instrument verwerkt heeft in het (niet meer bestaande) orgel dat hij in 1658 bouwde voor de Hervormde kerk in Coevorden.
Faber-Hagerbeerorgel
De keus viel op Faber omdat de kerkvoogdij onder de indruk was van het (nu nog steeds bestaande) orgel dat deze autodidact gebouwd had voor de Jacobuskerk te Zeerijp. Toen hij in 1659 stierf was zijn orgel nog niet klaar, zodat de gerenommeerde Amsterdamse orgelbouwer J.G. van Hagerbeer het instrument uiteindelijk voltooid heeft. Het werd ingewijd in 1667, maar heeft slechts vier jaar kunnen functioneren. Op 1 mei 1671 ging het verloren toen de kerktoren door blikseminslag in brand vloog en op het orgel belandde.
Eerste Schnitgerorgel
Het was vervolgens Arp Schnitger die in 1697 een nieuw orgel opleverde, zijn grootste in de Nederlanden, maar ook dit heeft niet lang bestaan. Bij de instorting van de toren in 1710 ging het verloren.
Tweede Schnitgerorgel
Nadat de kerk het honderd jaar zonder orgel had gedaan gaf koning Willem I in 1814 toestemming om een ander Schnitgerorgel, het exemplaar uit 1702 uit de Broerkerk, over te plaatsen. Dit gebeurde in 1815 door J.W. Timpe, die het moest aanpassen aan de situatie in de Akerk. Timpe heeft in 1830 opnieuw aanpassingen verricht: hij verving het borstwerk door een nieuw bovenwerk. In 1857 kreeg P. van Oeckelen de opdracht het orgel drastisch te verbouwen, waardoor het hoofdwerk van negen naar dertien registers werd uitgebreid.
Op 14 oktober 2011 is het orgel, na een jarenlange restauratie, weer in gebruik genomen. Het is, net als de kerk, een Rijksmonument.
Transeptorgel
Naast het Schnitgerorgel heeft de Akerk nog het (niet werkende) "Bolswarder orgel" uit 1539. Het is, mogelijk door Raphaël Rodensteen, gebouwd voor de Martinikerk in Bolsward en werd in 1635 verplaatst naar de Broerekerk aldaar. Na diverse veranderingen en omzwervingen kwam het in de Groninger Martinikerk terecht. Toen de Akerk gerestaureerd werd ontdekte men bevestigingsgaten voor een orgel in het zuidertransept. Daar moest dus een klein orgel hebben gehangen. Men ging toen op zoek naar een passend instrument en sinds 1991 hangt het in de Akerk. Voorlopig is het een lege orgelkas zonder binnenwerk, maar er zijn plannen om het orgel te reconstrueren.

## Afbeeldingen

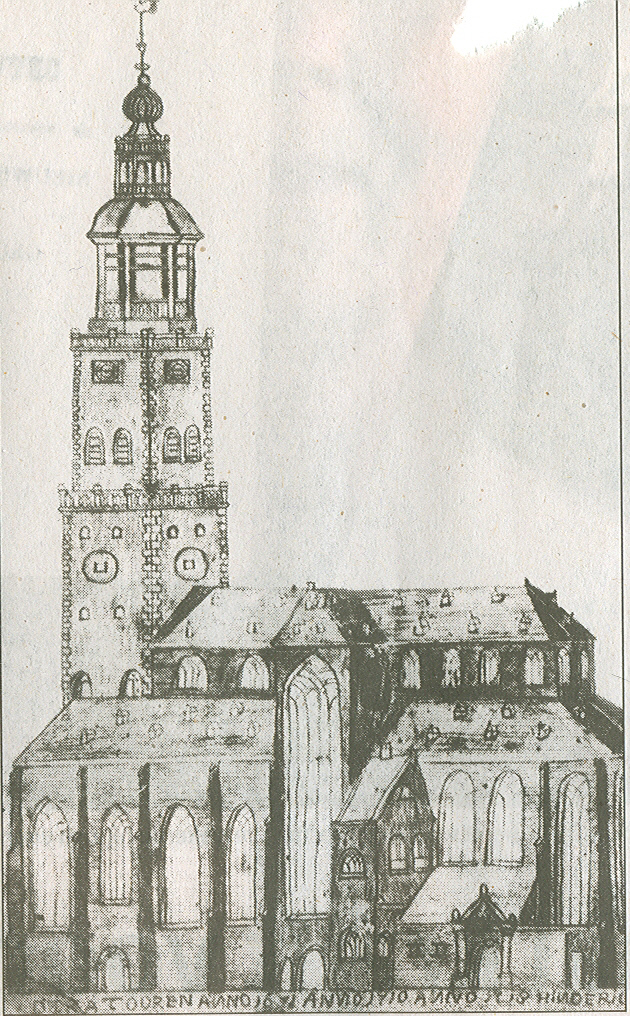
Der Aa-kerk in 1710
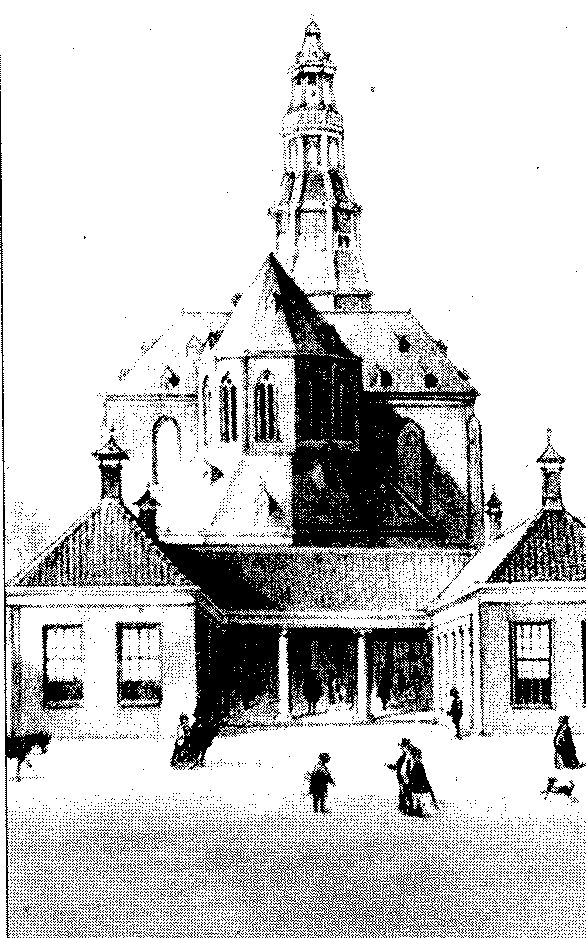
Kerk met korenbeurs (voor 1880)
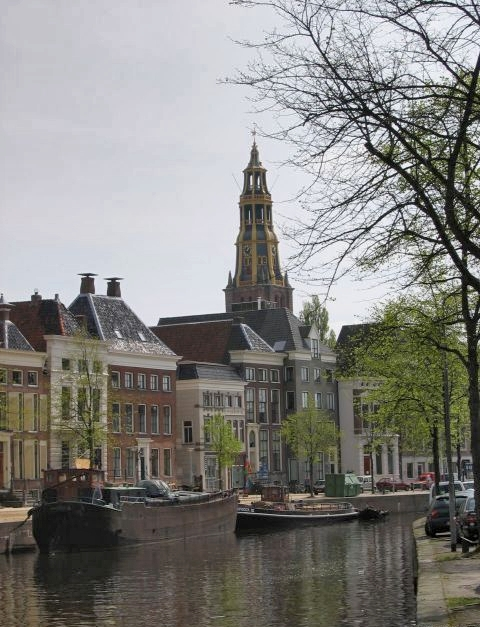
De toren van de kerk gezien vanaf het Lage der A (2004)
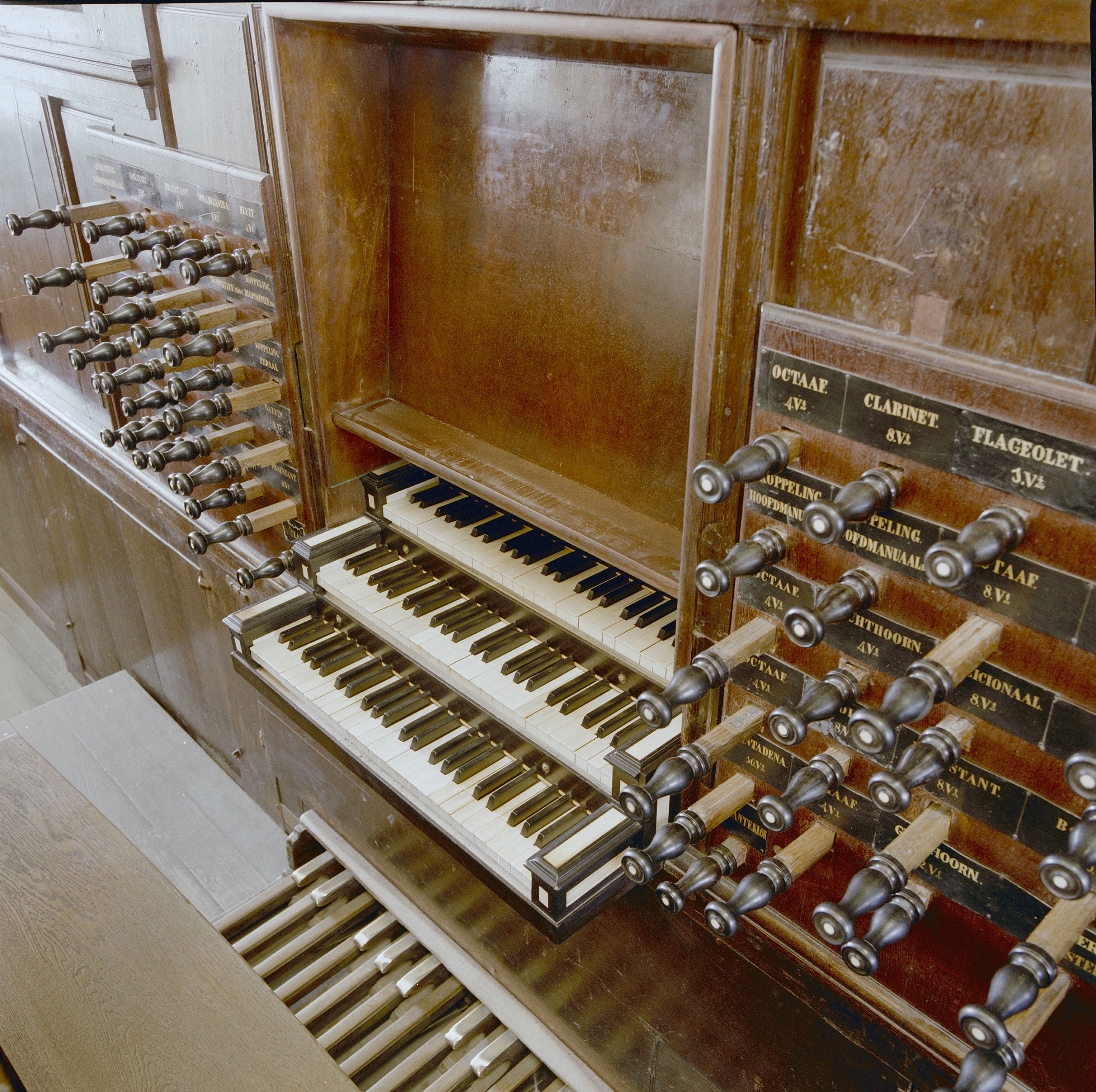
Klaviatuur Schnitgerorgel
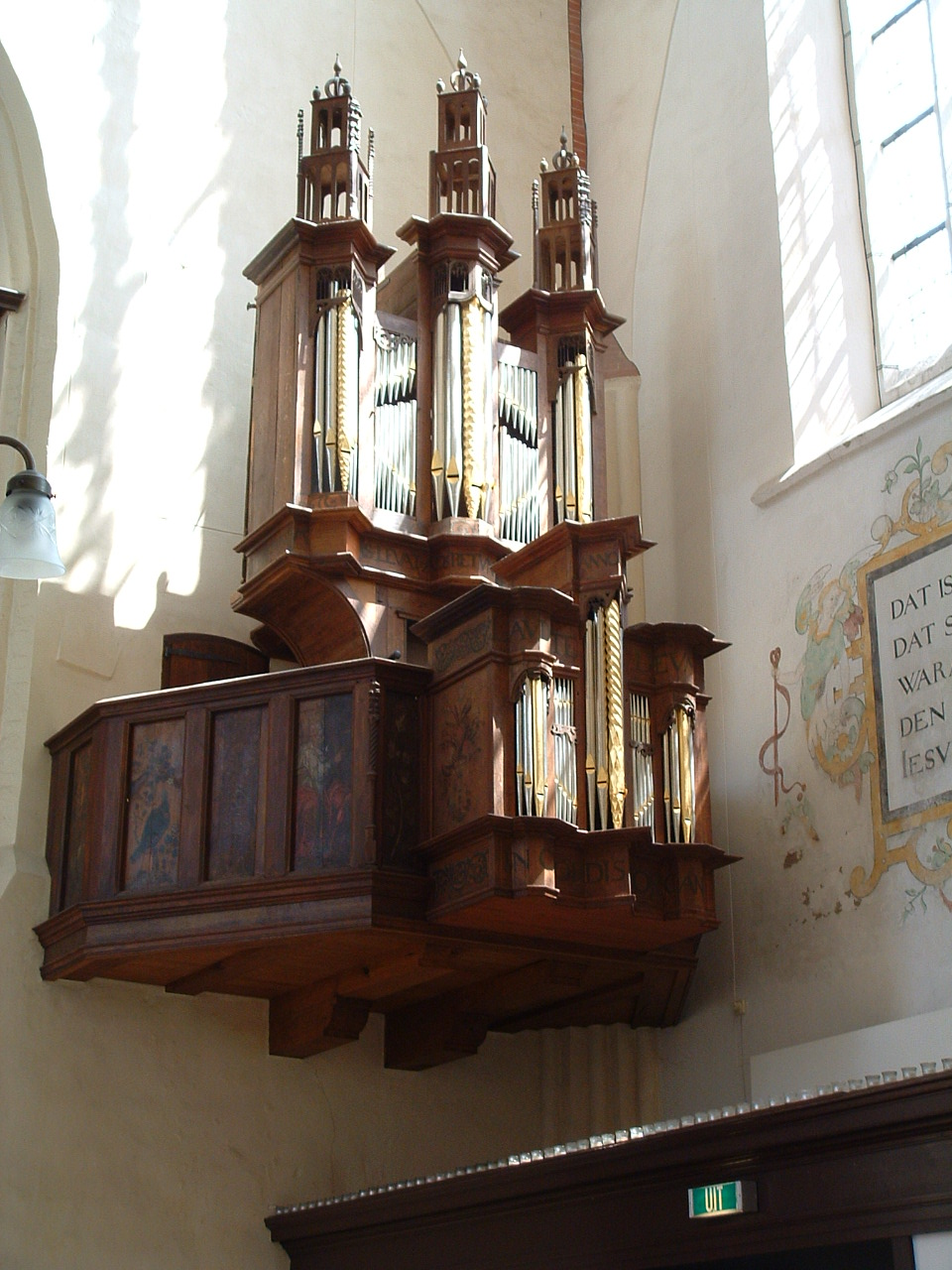
Bolswardorgel
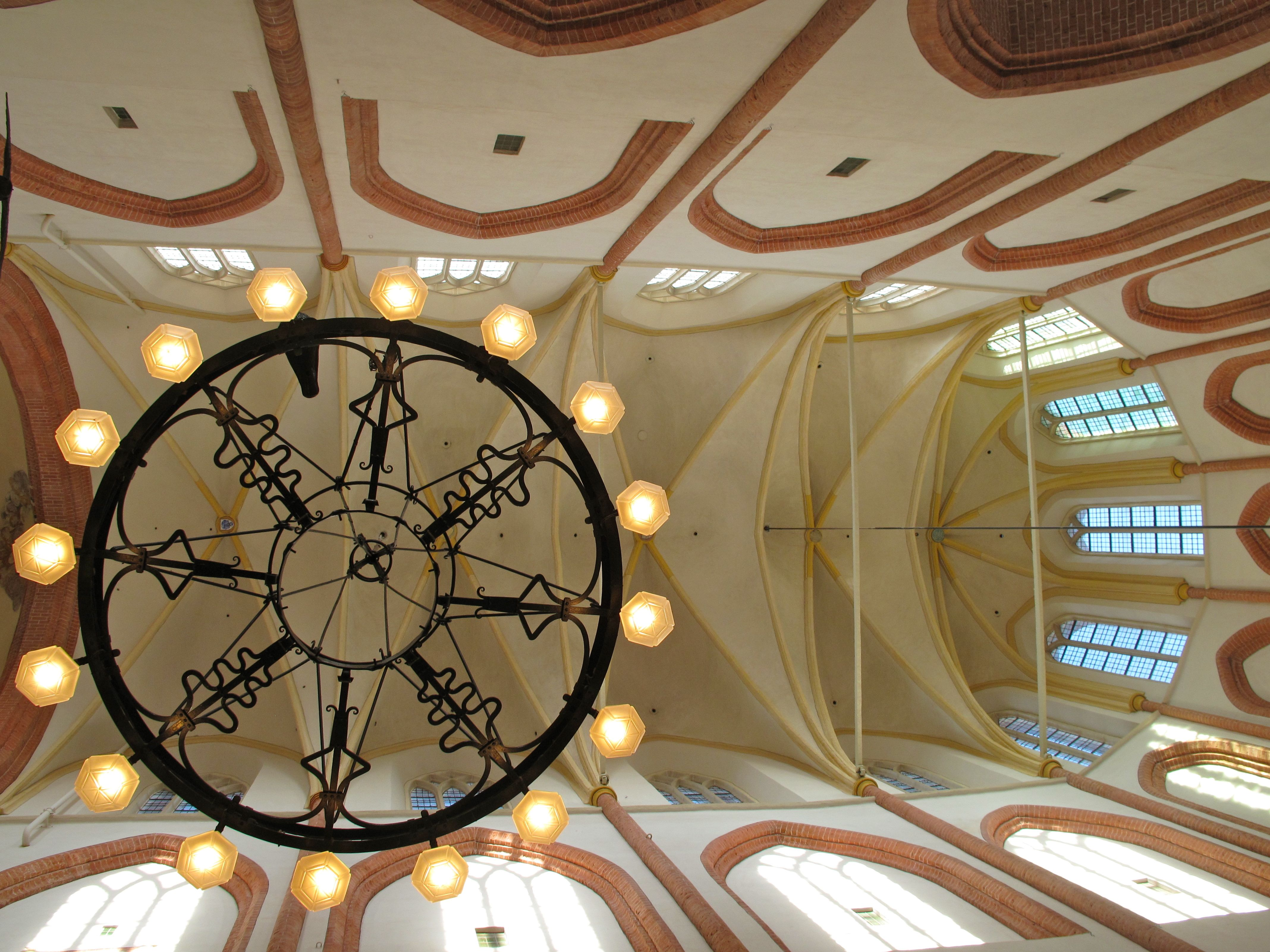
Luchter en gewelven
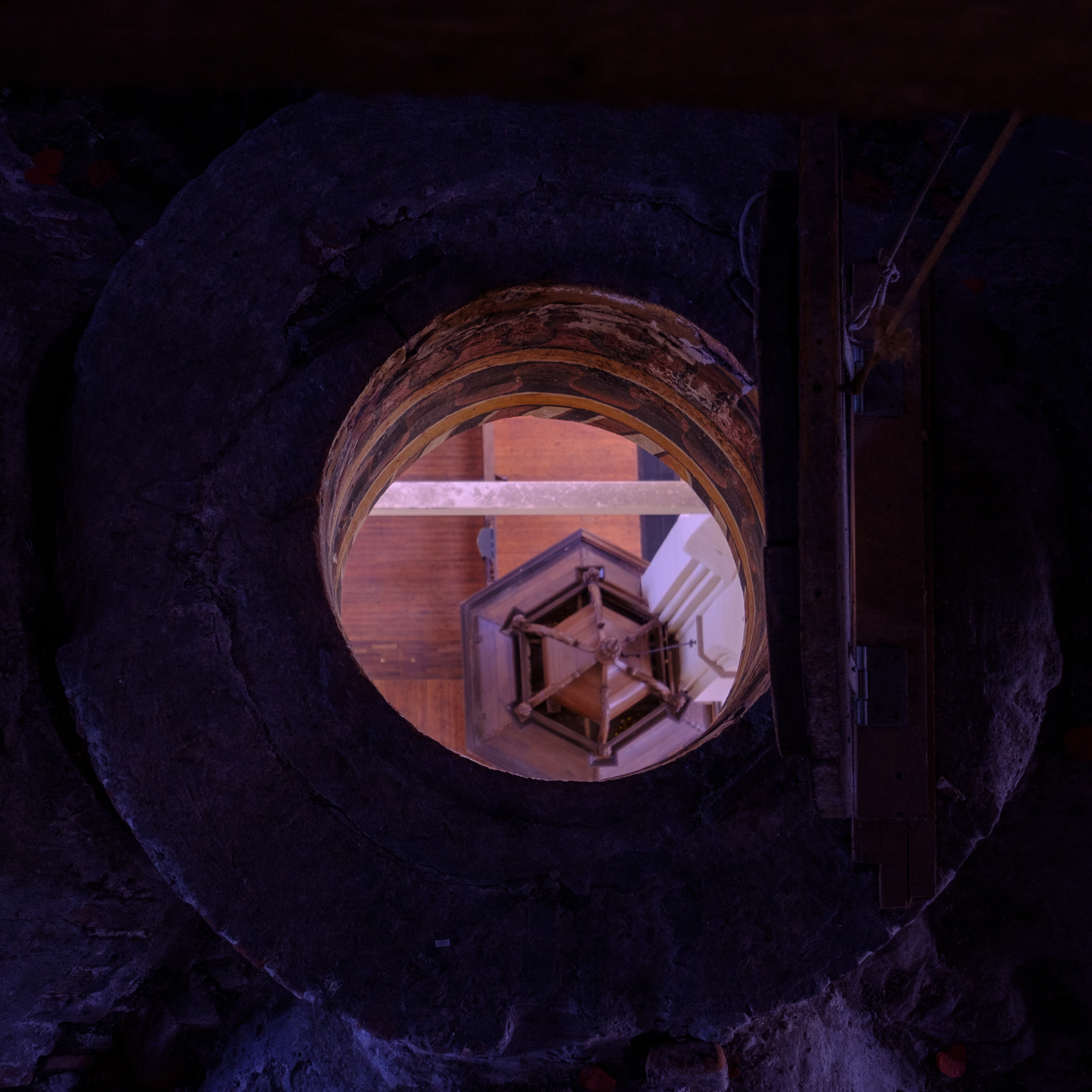
Het geopende 'hemelgat' gezien vanaf de gewelven boven de kerk. Door dit gat werd vermoedelijk vroeger met hemelvaart een Jezusbeeld naar beneden gelaten.
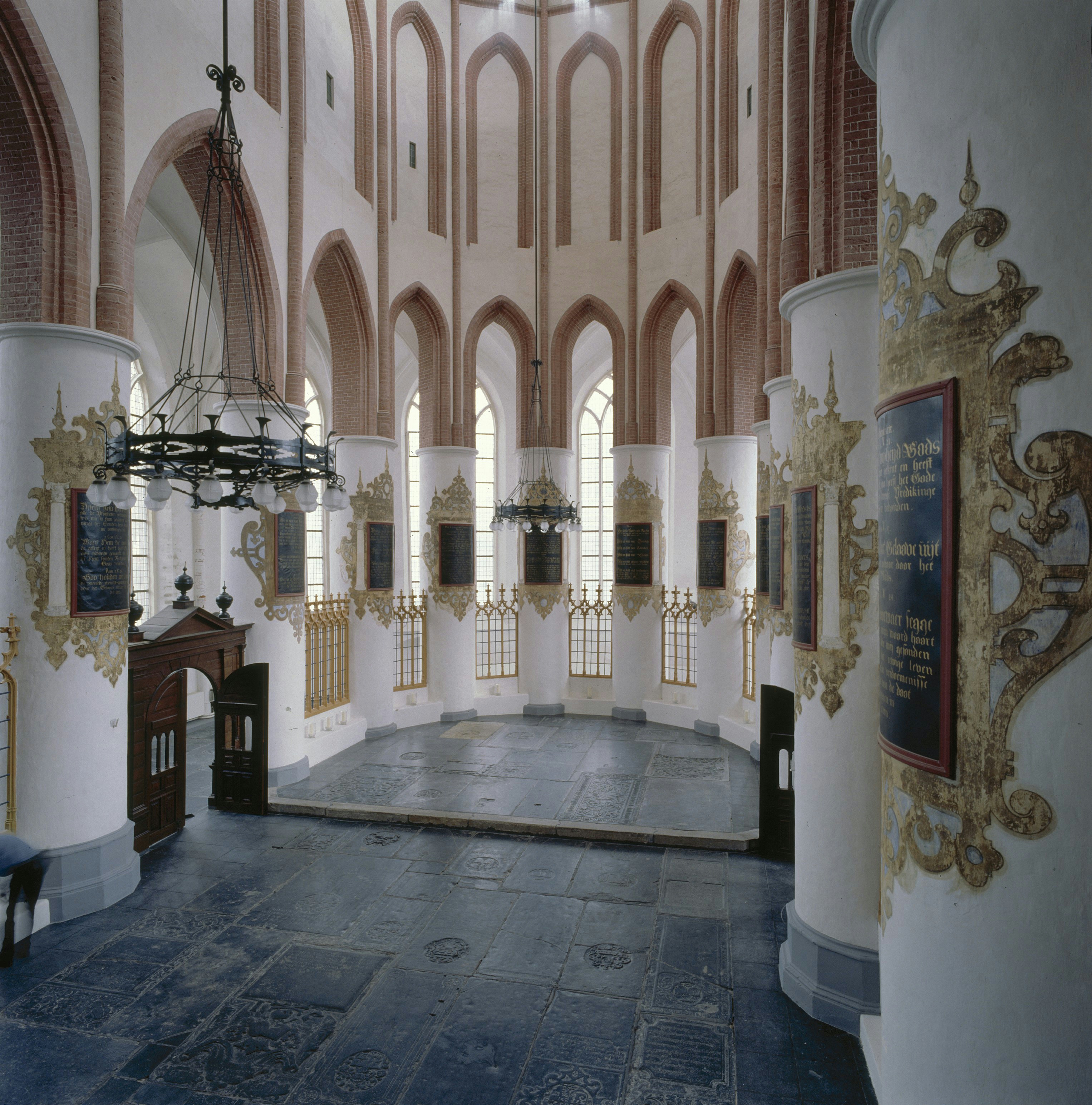
Overzicht koor
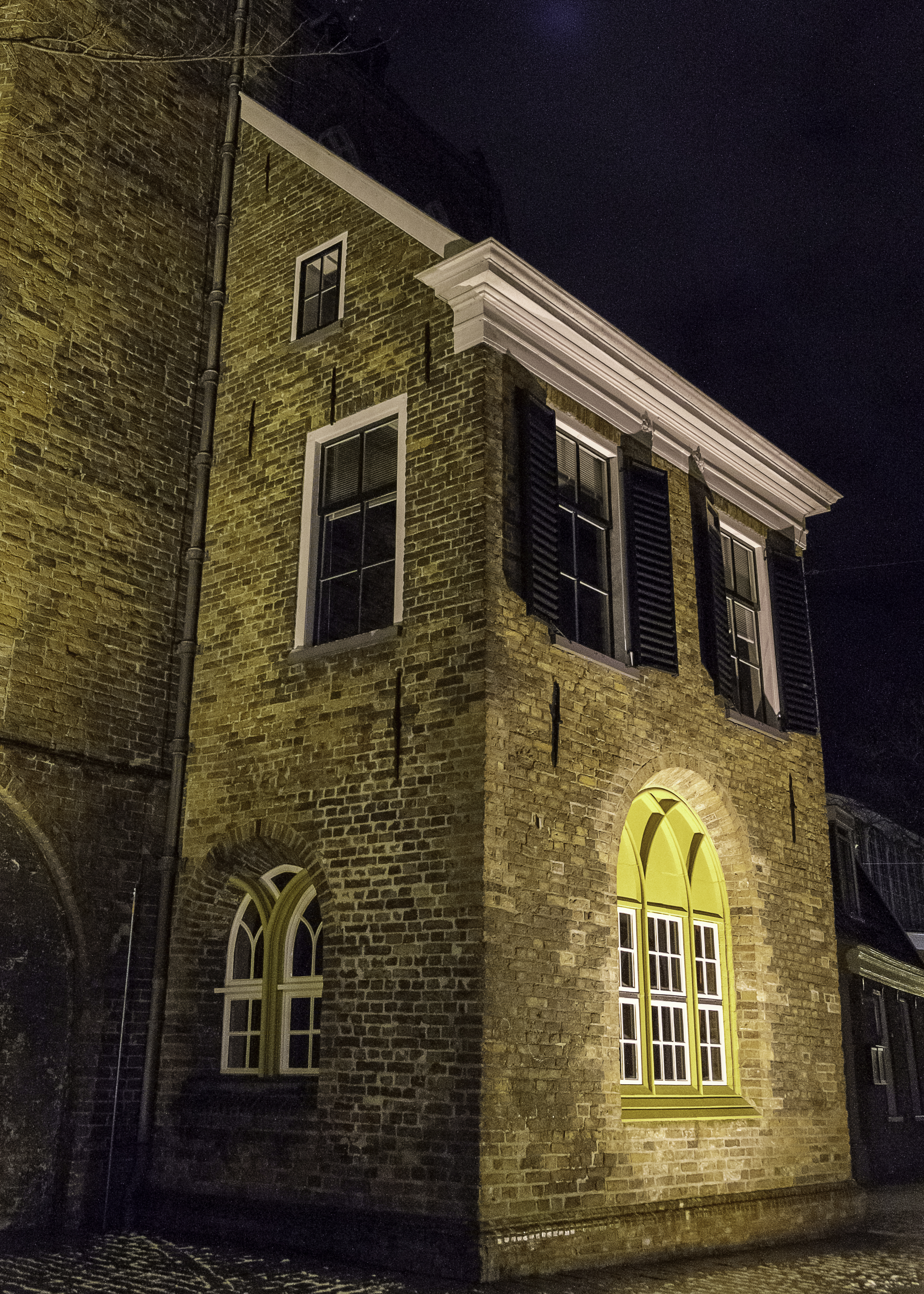
Uitbouw consistoriekamer
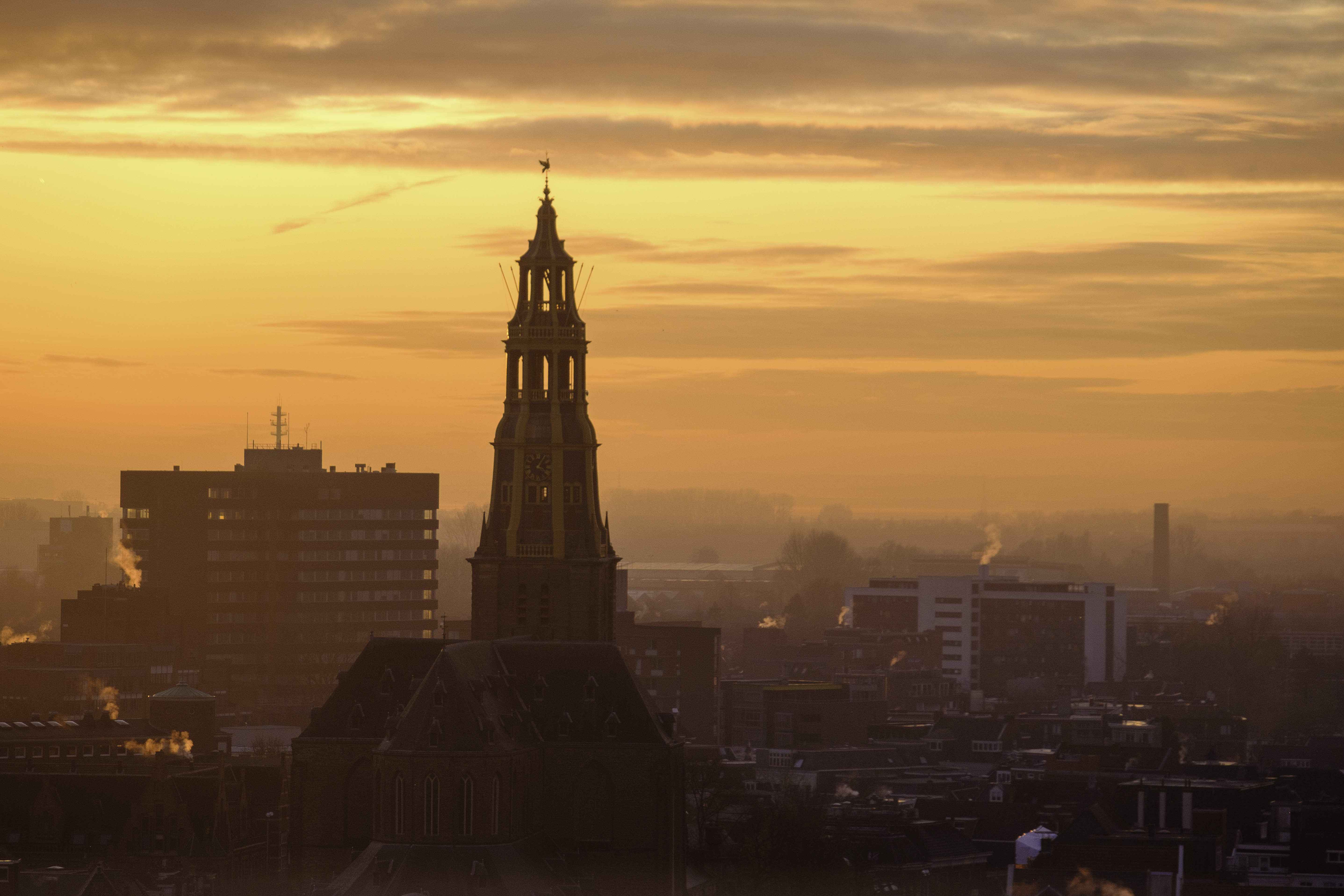
De torenspits van de Aa-kerk bij een mistige avondschemering vanaf het Groninger Forum
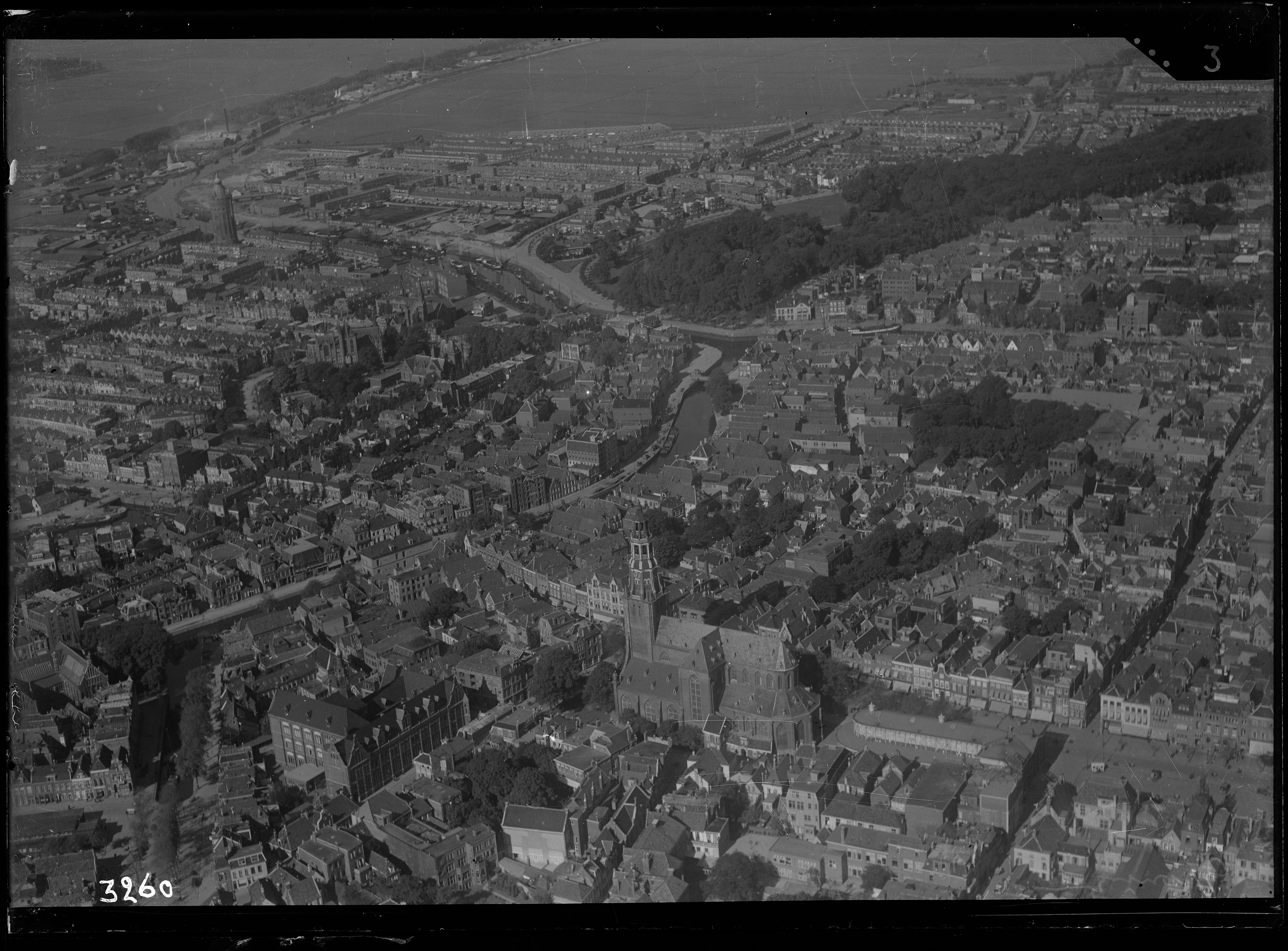
Luchtfoto van de Der Aa-kerk en directe omgeving (1920-1940).
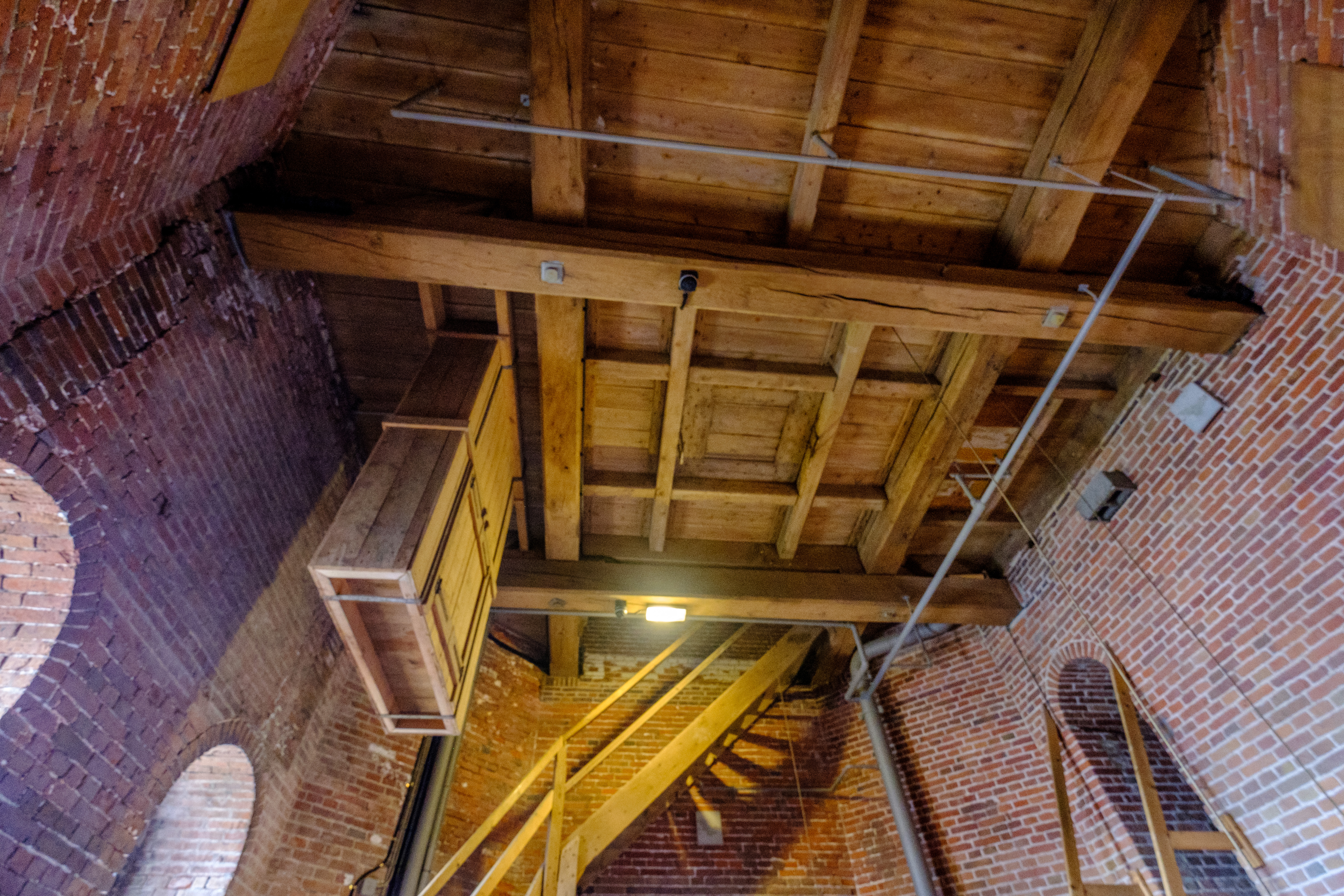
Binnenzijde van de toren

## Trivia
- Op verzoek van de Groningse Bachcommissie heeft de schrijver Belcampo in 1985 zijn versie gegeven van het instorten van de toren van de Akerk in 1710. Volgens het verhaal Bach in Groningen veroorzaakte een jonge Johann Sebastian Bach het instorten van de toren door in het geheim het Schnitger-orgel te bespelen. Hij speelt maar door en speelt maar door en door dit muzikale geweld stort de toren uiteindelijk in.[6]
- In de Akerk vindt ook al vele jaren de World Press Photo tentoonstelling plaats.
- Sinds 2009 wordt de Akerk ieder jaar in juni omgedoopt in een 'Kerk der Wetenschap', tijdens De Nacht van Kunst & Wetenschap. De kerk wordt dan gevuld met wetenschap en kunst door Science LinX, een afdeling van de Faculteit Wiskunde en Natuurwetenschappen (Rijksuniversiteit Groningen) die zich richt op popularisering van bètawetenschap en techniek en die jongeren wil interesseren voor een bèta-opleiding.